# Ptéranodon
Ne doit pas être confondu avec Ptérodactyle.
Pteranodon
Genre
Le ptéranodon (genre Pteranodon), du grec ancien πτερόν / pterón (« aile ») et ἀνόδων / an-  (« sans ») et odon (« dents ») était un ptérosaure ayant vécu au Crétacé supérieur, il y a entre 86 et 84,5 millions d’années.

## Description
Pteranodon mesurait 7 mètres d'envergure et pesait 25 kilos. À la différence de plus anciens ptérosaures, comme Rhamphorhynchus ou Pterodactylus, le ptéranodon était dépourvu de dents, avait la queue atrophiée et des os creux, très légers et souples, mais renforcés par un réseau interne de longerons. Ces caractères le rapprochent des oiseaux. Toutefois, les ptéranodons n'étaient pas des oiseaux, bien qu'issus de la même branche d'archosaures, avec les dinosaures: les ornithodiriens. Ils avaient la peau recouverte d'une toison de pycnofibres et étaient probablement capables de réguler au moins partiellement leur température interne.
Le ptéranodon est facilement reconnaissable à la longue et fine crête au dessus de son crâne. On n'en connait pas encore l'utilité exacte, mais l'on suppose qu'elle pouvait servir de contrepoids au bec ou d'attribut de séduction pour l'accouplement, ou encore de gouvernail de direction en vol. Il a également été avancé que les mâles étaient dotés de plus longues crêtes, mais cela reste à prouver car le sexe des animaux fossilisés est difficilement identifiable.
Plusieurs espèces de ptéranodons ont été nommées, telles que Pteranodon ingens, P. longiceps, P. sternbergi (souvent classée dans son propre genre Geosternbergia), etc.

## Dans la culture populaire
Le ptéranodon est très présent dans la culture populaire, bien que souvent confondu avec le ptérodactyle, un autre ptérosaure.

### Cinéma
- Le kaiju Rodan est un ptéranodon mutant.
- Dans Le Monde perdu : Jurassic Park, un ptéranodon apparaît à la fin du film.
- Dans Jurassic Park 3, les ptéranodons ont un rôle plus important, ils attaquent les héros du film dans une énorme volière. À la fin du film, ils arrivent à s’échapper de l’île et s'envolent pour trouver un nouvel endroit pour leurs nids.
- Les ptéranodons apparaissent également dans le film Jurassic World où, dans une partie du film, les monstres s'attaquent à des visiteurs, en compagnie de dimorphodons.
- Dans Jurassic World Fallen Kingdom, des ptéranodons font partie des animaux capturés par les mercenaires, la scène post-générique du film montre trois d'entre eux survoler Las Vegas.

### Livres
- Dans le manga One Piece, la superstar King de l'équipage des cent bêtes a la capacité de se transformer en ptéranodon grâce à un fruit du démon.
- Dans son livre Miroir de nos peines (2020), Pierre Lemaître utilise l'image du ptéranodon pour évoquer les avions Messerschmitts qui mitraillent les routes de l'exode en 1940.

### Télévision
- Dans la série britannique Sur la trace des dinosaures, Nigel vole avec des Ptéranodons en ULM.
- Dans l'autre série de Tim Haines Primeval, un ptéranodon apparaît dans l'épisode 5 de la saison 1, il sème la panique sur un terrain de golf.
- Dans la série américaine Terra Nova, des ptéranodons survolent brièvement la jungle du Crétacé.
- La série de dessins animés Le Dino Train est construite autour de la famille Ptéranodons.
- Dans la série Les Portes du temps : Un nouveau monde, il apparaît dans l'épisode 1 de la saison 1, il se bat contre un Utahraptor vers la fin de l'épisode.
- Dans la série Power s Rangers : Dino Tonnerre, le zord de la ranger jaune est un ptéranodon.
- Dans la série Dinotopia (mini-série), des ptéranodons apparaissent dans l'épisode 1.

### Jeux vidéo
- Dans le jeu vidéo Ark Survival Evolved, il est possible d'apprivoiser un ptéranodon.
- Dans le jeu vidéo Pokémon, le monstre Ptéra est inspiré d'un ptéranodon.
- Dans le jeu vidéo Lost Eden, le personnage d’Eloi est un ptéranodon qui parle.
- Dans le jeu vidéo Jurassic World Evolution, il est possible d'avoir des ptéranodons dans une volière.

### Bande dessinée
- Dans le dix-septième album Yoko Tsuno, intitulé Le Matin du monde, Roger Leloup imagine que, sur l'île de Bali, des ptéranodons ont pu vivre aux abords d'un volcan jusqu'en 1350

### Podcast
- Dans le dixième podcast de Les Bestioles fossiles de France Inter, intitulé Le Ptéranodon : le reptile aux ailes de géant, il est le personnage principal.

### Ptérosaure en philatélie

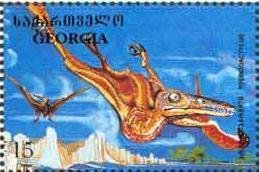
timbre postal de Géorgie en 1998

Pteranodon est sur un timbre postal de Géorgie en 1998